# 3625 Fracastoro
A 3625 Fracastoro (ideiglenes jelöléssel 1984 HZ1) a Naprendszer kisbolygóövében található aszteroida. Ferreri, W. fedezte fel 1984. április 27-én.